# 孔福尔梅拉尔
孔福尔梅拉尔（法語：Confort-Meilars）是法国菲尼斯泰尔省的一个市镇，属于坎佩尔区（Quimper）蓬克鲁瓦县（Pont-Croix）。该市镇总面积14.68平方公里，2009年时的人口为884人。

## 人口
孔福尔梅拉尔人口变化图示